# ヘロディアヌス
ヘロディアヌス（Herodianus 170年頃 - 240年頃）は、古代ローマの歴史家。属州シリア出身の役人として帝政ローマ中期に活躍したと伝えられる。
歴史家としてもマルクス・アウレリウス・アントニヌス帝の死から始まる同時代史『マルクス帝没後のローマ史 (古代ギリシア語: τῆς μετὰ Μάρκον βασιλείας ἱστορία)』を書き残した事で知られている。

## 概要
歴史家としては『ローマ史』を書き残した元老議員カッシウス・ディオと同時代人であり、対比される場合も多い。カッシウス・ディオが優れた考察を持ちつつも、しばしば自身の政治的立場から皇帝を評している部分が散見されるのに比べ、ヘロディアヌスにそうした要素は少ない。これはヘリオガバルスの評伝で性的退廃を誇張したカッシウス・ディオ（彼は宮殿でアレクサンデル・セウェルスを支持していた）に対し、一貫して政治行動について記述している点でもっとも顕著である。ただし、ヘロディアヌスの記述も一方的に信用できる訳ではない事に留意する必要がある。
公職という点では恐らくはギリシア系の下級役人であり、役人として何かしらの重職に付いた経験はなかったようである。この点でもローマの元老院階級に生まれ、コンモドゥス時代に執政官や総督などを歴任したカッシウス・ディオと対照的である。ヘロディアヌスは恐らくゴルディアヌス3世の時代にまでは生きていたと考えられるが、その後の生涯は全く伝えられていない。後世においてはフォティオスが記述を残している。
彼の『マルクス帝没後のローマ史』は文体や途中に恐らくは創作であろう演説文を加える方法から、トゥキュディデスを手本にした様子が窺える。自らが目撃した皇帝達の出来事についてのみ記述され、その内容は概ね客観的に書こうと試みられているが、ペルティナクスの評伝については明らかに中立的ではないと評する論者も多い。

## 生涯

### 出生と死
ヘロディアヌスが何年に生まれて死んだのかは彼自身の著作にも示されておらず、不明である。多くの文献で示されている生年月日は彼の著作が同時代史であると主張されている事を踏まえて、その記述から推測したものである。歴史家たちはヘロディアヌスの記述における各時代ごとの説明量から、少なくとも180年には10歳以上であったと考え、240年に文献の執筆を終えた（つまり最低でも70歳以上まで生きた事になる）と判断している。彼自身が文献の中で「私の目的は70年の間に見聞きした皇帝達の治世について書き残すことである」と述べている事は、70年間以上の生涯と同時代史の執筆という推測をより信頼性のあるものとしている。
しかし、上記で示された仮説が間違っている可能性も決して否定はできない。例えばヘロディアヌスの晩年に即位し、彼の死後も帝位に就いていたゴルディアヌス3世を自著で辛辣に記述している。他の皇帝の様に死んだ後に書かれた評伝とは違い、存命の皇帝を批判するような行為は極めて危険であった。もし仮に他の皇帝と同じく死後に批判を行ったのなら、ゴルディアヌス3世が暗殺された244年以降まで歴史書を書いていた事になる。また『マルクス帝没後のローマ史』の3冊目ではコンモドゥスが開催した192年の競技会と、セプティミウス・セウェルスによる204年の競技会について記述されている。ヘロディアヌスがコンモドゥスの競技会を観戦したのならば、慣習から言って14歳であった事になり、178年生まれという説が成り立つ。

### 出自
同様にヘロディアヌスの出自についても謎に包まれている。少なくともイタリア本土 (古代ローマ)出身者ではない事は、アルプス山脈を「世界で最も巨大な山脈」と地理的知識で誤った発言をしている事から類推されている。逆にアレクサンドリアに対するカラカラ帝の虐殺と破壊について、非常に感情的な記述をしている点から、同市の出身とする説がある。アレクサンドリアについては他にも「ローマ第二の首都」と賞賛する発言を残しているが、これについてはカルタゴやアンティオキアなども形容されている。
ヘロディアヌスが同時代の法学者アエリウス・ヘロディアヌスの息子とする説もあるが、時系列や人名の類似を除けばなんら証拠は残っていない。またアレクサンドリアではなく、属州シリアのアンティオキア出身とする俗説も広く伝わっている。これはヘロディアヌスが属州シリアに関する言及を度々残しているからだが、同時に彼は属州シリアに居住経験が無い事をうかがわせる記述も残している。彼は東方属州にとって重要なパルティア王国の諸王についての記述で、二人の王を一人の人物と混同している。加えてセウェルスによるパルティア遠征についての部分では、地理的な誤りの多い粗悪な地図を付記している。シリアの居住者であれば、これらについての情報は容易に手に入った筈である。

### 文筆業と公職
出自・生没年と同じく本業が何であったのかについても詳しい事実は分かっていない。ヘロディアヌス自身は『マルクス帝没後のローマ史』の冒頭に書かれている前文で「私の記述はアウレリウス帝の死から、私が実際に見聞きできた皇帝についての評伝である。私はこれらの皇帝の治世にある程度関わりを持つ事が出来た。」と公職を務めていたと述べている。この発言に加えて、元老院内での秘密協定であったプピエヌスとバルビヌスがマクシミヌス・トラクス帝に対する対立皇帝として推挙された事実を、評伝で記述している事から元老院議員であったと主張する論者もいる。しかしこの協定は複数の元老院議員によって暴露されたとも伝えられており、直ちに元老院に議席を持っていたと結論付けるのは短絡的と考えられている。
むしろ多くの論者はヘロディアヌスが解放奴隷の知識人、つまり皇帝の書記官や秘書だったのではないかと推測している。『マルクス帝没後のローマ史』の皇帝に対する評伝が宮殿や元老院での政治討議よりも、皇帝個人の振舞いや民衆の反応などに力点が置かれている事もこれを裏付けている。また皇帝の書記官ならば、必要に応じて元老院や皇帝の公文書を調べる事も難しくなかったと考えられる。

## 『マルクス帝没後のローマ史』
ヘロディアヌスが書き残した同時代史『マルクス帝没後のローマ史』は全8巻からなり、マルクス・アウレリウス帝の晩年からゴルディアヌス3世帝の暗殺までを記述している。
ヘロディアヌスの文献は後世の歴史学者から賛否を分ける資料となった。最初にヘロディアヌスの『マルクス帝没後のローマ史』へ言及したのは東ローマ帝国の神学者フォティオスで、彼は9世紀の人物であった。フォティオスはヘロディアヌスを「彼は自らが見たものを率直に書き残した。そこに誇張や見過ごしは何もなく、このような文献を残せるものはそういないだろう」と賞賛している。また同じく東ローマの歴史家ゾシウスはヘロディアヌスを重要な資料として使用している。1705年に『マルクス帝没後のローマ史』を初めて英訳した学者も前文にヘロディアヌスの客観性を賞賛する文章を載せ、古文書学者フリードリヒ・アウグスト・ヴォルフは「宗教や偏見がまったくない歴史書」とまで論じている。
しかしヘロディアヌスの文献に疑わしい部分があるのではないかという批判も同等に存在した。例えばアウグスト・ヴォルフはヘロディアヌスの記述は、そもそも重要性に欠けた内容が多いと指摘している。『ローマ皇帝群像』はヘロディアヌスを文献の一つにしているが、しばしば批判も行っている。またゾシウスも第一の文献としてヘロディアヌスを選んだわけではなく、より優先度の高い文献は別に選んでいる。同様にゾシウスと同じ東ローマの歴史家ヨハネス・ゾナラスもカッシウス・ディオの『ローマ史』による結論から離れるためにヘロディアヌスを用いたに留まっている。
第2巻でヘロディアヌスは彼の意見が「重要で決定的な事についてのみ書き残した」と主張されている。従って大きな出来事や複数の事件が、極めて短い文章で要約される場合も多い。例えば213年と214年に行われたカラカラ帝の遠征については、僅かに二つの引喩という形に省略されている。2年間にわたるマクシミヌスの戦いについても簡単な記述へ要約されている。また何度も言及されているように地理的な知識について誤りが多い。例えばイッススの戦いの説明で、イッススが「ダレイオス3世が捕らえられた場所」という誤った記述を残している。
ヘロディアヌスとカッシウス・ディオの歴史書はともに欠点と長所を持っている。政治的な議論や記述については実際に元老院議員であったディオの専門性が勝ると考えられている。しかしヘロディアヌスはセプティミウス・セウェルス即位時の民衆の反応について、カッシウス・ディオの記述は偏っていると指摘している。より皇帝に近い地位にいた人物による記述だとしても、カッシウス・ディオの記述は必ずしもヘロディアヌスの記述より絶対的に信頼性で勝るわけではない。

### 各巻
- 第1巻
  - アウレリウス帝とコンモドゥス帝について
- 第2巻
  - 五皇帝の年
- 第3巻
  - セプティミウス・セウェルス帝について
- 第4巻
  - カラカラ帝とゲタ帝について
- 第5巻
  - ヘリオガバルス帝について
- 第6巻
  - アレクサンデル・セウェルス帝について
- 第7巻
  - マクシミヌス・トラクス帝について
- 第8巻
  - 六皇帝の年

## 資料
- Browning, Robert. The Classical Review, New Series, Vol. 21, No. 2 (Jun., 1971), pp. 194-196. Oxford: Cambridge University Press, 1995.
- Carney, T.F.. The Classical Review, New Series, Vol. 21, No. 2 (Jun., 1971), pp. 194?196
- Oxford: Cambridge University Press, 1995.
- Downey, Glanville.  The Classical Journal, Vol. 67, No. 2 (Dec., 1971 - Jan., 1972), pp. 182-184. Northfield: The Classical Association of the Middle West and South,  Inc.
- Roos, A.G. The Journal of Roman Studies, Vol. 5, (1915), pp. 191?202. London: Society for the Promotion of Roman Studies.
- Whittaker, C.R.. Herodian: History of the Empire, Volume I, Books 1?4 (Loeb Classical Library No. 455). London: Loeb Classical Library, 1970.